# Jan Holly

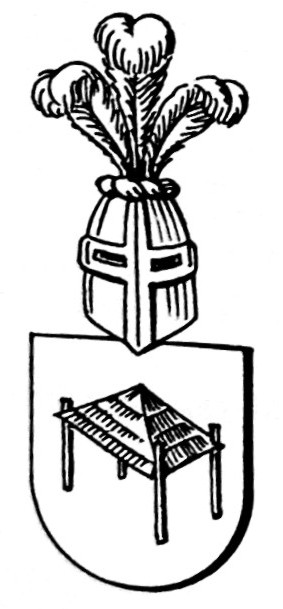
Najstarszy herb rodu Holly.

Jan Holly (Johann von Holly) (ur. ?, zm. ?) – szlachcic z rodu Holly, pan na Pilchowicach oraz pan dziedziczny (Erbherr) m.in. na Wilczej. Wymieniany jest w dokumencie z 1478 r. jako rotmistrz wojska polskiego. W 1486 r. zaś jako pełniący urząd marszałka księstwa raciborskiego, w 1494 r. występuje jako opiekun dzieci księcia Jana Opawskiego. Na liście księcia Kazimierza II na Cieszynie i Głogowie z 1494 roku widnieje jako „Obristen Hauptmann in Ober-Schlesien”, czyli pułkownik kapitan. 
Ustanowił w 1486 roku wraz z wójtem i kmieciami wsi Wilcza fundację w wysokości 75 marek, od których corocznie na Świętego Jana (24 czerwca) na utrzymanie altarystów gliwickich było wypłacanych 7 ½ marki czynszu. Zobowiązał się, jak także swoich następców w dokumencie tej fundacji, do tego pod karami kościelnymi, gdyby pieniądze te nie były wypłacane, lub były wypłacane z opóźnieniem. Zapisy tejże fundacji potwierdził 29 czerwca 1486 roku w Raciborzu książę Jan z Opawy i Raciborza wydając przywilej potwierdzający.